# Keskmine Vaika
Keskmine Vaika ist eine unbewohnte Insel, 4,5 Kilometer von der größten estnischen Insel Saaremaa entfernt. Sie gehört zur Landgemeinde Saaremaa im Kreis Saare und liegt im Nationalpark Vilsandi. Die bewaldete Insel gehört zu den Inseln im Nationalpark, auf denen viele Vögel leben.